# USS Swasey (DD-273)
«Свейсі» (англ. USS Swasey (DD-273) — військовий корабель, ескадрений міноносець типу «Клемсон» військово-морських сил США та Королівського флоту Великої Британії за часів Другої світової війни.
Есмінець «Свейсі» закладений 27 серпня 1918 року на верфі Bethlehem Shipbuilding Corporation у Квінсі, де 7 травня 1919 року корабель був спущений на воду. 8 серпня 1919 року він увійшов до складу ВМС США.

## Історія служби

### У складі американських ВМС
Після введення до строю «Свейсі» був включений до складу Тихоокеанського флоту і, завершивши підготовку та відпливши до західного узбережжя, восени 1919 року прибув до Перл-Гарбора. Корабель служив тут до літа 1922 року, коли повернувся до Сан-Дієго, Каліфорнія.
10 червня 1922 року «Свейсі» був виведений зі складу сил флоту та включений до резерву ВМС на наступні 17 років. 18 грудня 1939 року есмінець знову ввели до флоту і після капітального ремонту та морських випробувань — 26 листопада 1940 року передали Великій Британії у відповідності до Угоди «есмінці в обмін на бази».

### 1941
З січня до травня 1941 року корабель виконував завдання із супроводу конвоїв у складі 8-ї ескортної групи, до якої входили есмінці «Вотчмен», «Сардонікс», «Скімітар», «Малькольм», корвети «Арабіс», «Вербена», «Вайолет», «Монкшуд», «Петунія», «Далія».

### 1942
У березні 1942 року «Свейсі» супроводжував з ескадреними міноносцями «Ньюпорт», «Бедсворт», «Кеппель», «Лімінгтон», «Волонтер», «Боудісіа», «Антілоуп» конвої у прибережній зоні.